# 卡瓦拉河

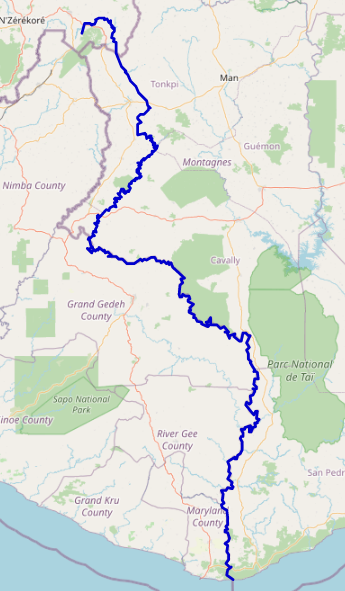

卡瓦拉河（法語：Cavalla）是西非的河流，河流全長515公里，是利比里亞最長的河流，流域面積約30,225平方公里，發源自畿內亞寧巴峰以北，流經科特迪瓦和利比里亞，最終在哈珀以東21公里處注入畿內亞灣。